# Кіндаєво (Бабаєвський район)
Кіндаєво (вепс. Kundust)  — сільце в Бабаєвському районі Вологодської області Росії.
Входить до складу Вепського національного сільського поселення (з 1 січня 2006 року по 13 квітня 2009 року входила до складу Куйського вепського національного сільського поселення). 
Відстань по автодорозі до районного центру Бабаєво — 121 км, до центру муніципального утворення села Тімошино по прямій — 28 км. Найближчі населені пункти — с. Аксеново, с. Берег, с. Ніконова Гора. Станом на 2002 рік проживало 10 чоловік, з них 8 - вепси.